# Klevshult
Klevshult è un'area urbana della Svezia situata nel comune di Vaggeryd, contea di Jönköping.
La popolazione risultante dal censimento 2010 era di 264 abitanti.